# スティクス : シャーズ・オブ・ダークネス
スティクス : シャーズ・オブ・ダークネス（英語: Styx: Shards of Darkness）はフランスのシアネードが開発し、フォーカス・ホーム・インタラクティブが2017年3月14日に発売したコンピュータゲームである。
日本では、2017年12月14日にインターグローから発売された。

## 内容
「Of Orcs And Men」（2012年）、「Styx: Master of Shadows」（2014年）に引き続き、盗っ人のゴブリン・スティクスを主人公としている。3DCGで描かれている。
過去作同様、本作においてもスティクスはクローンを作りだしたり、姿を消したり、わなを仕掛けたりすることができる。
本作においては、積極的に敵に立ち向かったり、逆になるべく敵に会わないようにする戦法が認められている 。
高所へはロープや鍵縄で移動できる。
本作ではマルチプレイの協力モードもあり、2P側のプレイヤーはスティクスのクローンを操作する

## 登場キャラクター
スティクス
本作の主人公であるゴブリン。盗っ人（シーフ）。
報酬として提示された魔力の源であるアンバーを目的にダーフエルフの都市にあるといわれている大使の杖を盗み出すという契約を人間族の男と結んだ。
ヘレドリン
ゴブリンのせん滅に特化した特殊部隊C.A.R.N.A.G.E.のリーダー。
ジャラク
ダークエルフで、シェイプシフターでもある。

## 開発
本作の情報は2015年10月に公開された。開発元のシアネードは新しいゲームエンジンを導入するために、より大きな予算を組むことになると述べている。また、情報公開の際、開発には6か月を費やしたことも明らかになっている 。
2016年のE3では、予告編が公開された

## 評価
レビューサイトMetacriticにて、本作は「賛否両論ないしは平均的」（"mixed or average"）という評価が出ている。
Destructoidのニック・ローウェン（ Nic Rowen）は10点満点中7点をつけ、「ファンが出てくること間違いなし。見過ごせない粗はあるものの、楽しむことができた」( "Solid and definitely has an audience. There could be some hard-to-ignore faults, but the experience is fun."）と述べている。
IGNのリーフ・ジョンソン（ Leif Johnson ）は、10点満点中7.8点をつけ、「『スティクス : シャーズ・オブ・ダークネス』は、皮肉と卑怯さが同居した、意欲的なステルスアドベンチャーだ」（"Styx: Shards of Darkness is a challenging stealth adventure with just as much snark as it has sneaking."）と評価している。IGN JAPANの千葉芳樹はストーリーの骨子や設定を評価した一方、ボス戦やキャラクターに面白みがかけるとした。
PC Gamerのジョン・モーコム（Jon Morcom ）は、100点満点中79点をつけ、「卑屈なキャラクターが、強烈な憎悪に満ちたゲームを繰り広げる。プレイヤーはその物語に存在するわけではないが、物語は満足できるステルスプレイと結びつくだろう。」（ "A mean-spirited character leads a big-hearted game; you're unlikely to dwell on its lore but its features combine well to create a satisfying stealth experience."）と述べている。